# Fábio Roberto Gomes Netto
Fábio Roberto Gomes Netto, meglio noto come Fábio (San Paolo, 25 maggio 1997), è un calciatore brasiliano, attaccante del Bolívar.

## Carriera
Cresciuto calcisticamente nelle giovanili del Nacional-SP della sua città natale, ha firmato il suo primo contratto da calciatore con l'Audax nel 2017. L'anno successivo si accasa all'Oeste. Nel 2018 viene ceduto in prestito al Carlos Renaux dall'Oeste. Dopo la scadenza del suo contratto con l'Oeste, si è trasferito in Giappone all'inizio del 2020, dove ha firmato con l'Albirex Niigata in seconda divisione. All'inizio del novembre del 2020 è tornato in Brasile, facendo ritorno all'Oeste, in seconda divisione. Nel marzo 2021 viene girato in prestito ai N.Y. Red Bulls, franchigia militante nella MLS. Terminato il prestito, il 7 gennaio 2022 si trasferisce all'Atlético Mineiro.

## Statistiche

### Presenze e reti nei club
Statistiche aggiornate all'8 gennaio 2022.
| Stagione            | Squadra         | Campionato      | Campionato | Campionato | Coppe nazionali | Coppe nazionali | Coppe nazionali | Coppe continentali | Coppe continentali | Coppe continentali | Altre coppe | Altre coppe | Altre coppe | Totale | Totale |
| Stagione            | Squadra         | Comp            | Pres       | Reti       | Comp            | Pres            | Reti            | Comp               | Pres               | Reti               | Comp        | Pres        | Reti        | Pres   | Reti   |
| ------------------- | --------------- | --------------- | ---------- | ---------- | --------------- | --------------- | --------------- | ------------------ | ------------------ | ------------------ | ----------- | ----------- | ----------- | ------ | ------ |
| 2019                | Oeste           | A1/SP+B         | 7+32       | 4+15       |                 | -               | -               |                    | -                  | -                  |             | -           | -           | 39     | 19     |
| feb.-ott. 2020      | Albirex Niigata | J2              | 19         | 5          |                 | -               | -               |                    | -                  | -                  |             | -           | -           | 19     | 5      |
| nov. 2020-gen. 2021 | Oeste           | B               | 15         | 5          |                 | -               | -               |                    | -                  | -                  |             | -           | -           | 15     | 5      |
| 2021                | N.Y. Red Bulls  | MLS             | 30+1       | 7+0        |                 | -               | -               |                    | -                  | -                  |             | -           | -           | 31     | 7      |
| Totale carriera     | Totale carriera | Totale carriera | 104        | 36         |                 | -               | -               |                    | -                  | -                  |             | -           | -           | 104    | 36     |

## Palmarès
- Australia Cup: 1

Sydney FC: 2023
- Campionato boliviano: 1

Bolivar: 2024